# Гайдельберзька школа романтиків

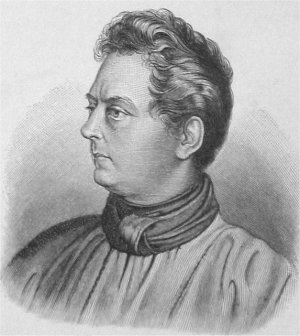
Клеменс Брентано

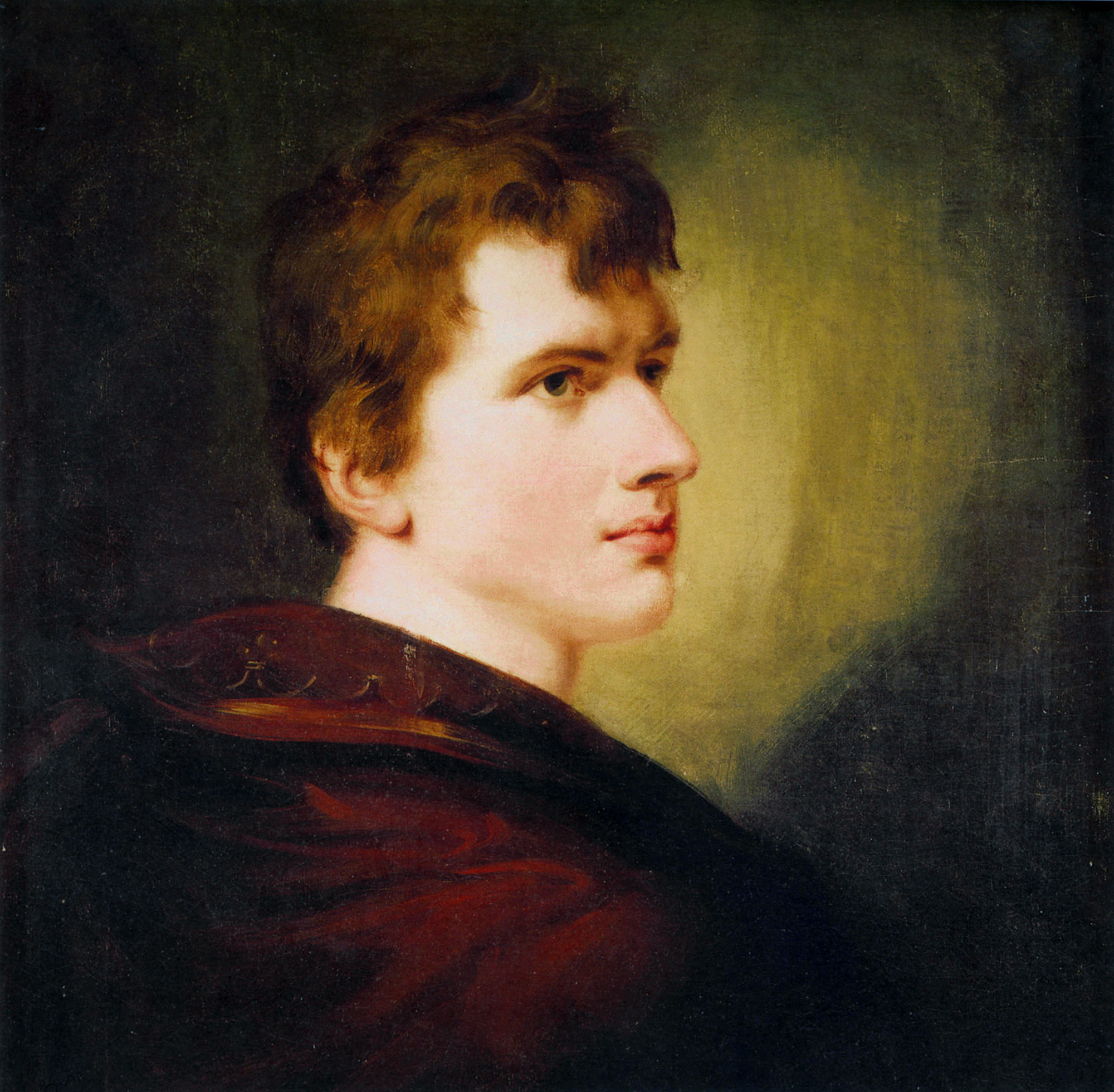
Ахим фон Арнім

Гайдельбе́рзька шко́ла — друге покоління німецьких романтиків, виникла у Гайдельберзі. Школа характерна особливим зацікавленням проблемами вірувань, національної старовини, фольклорної творчості (брати Грімм, поет Йозеф фон Айхендорф, збирачі й упорядники видань народних пісень Ахім фон Арнім, Клеменс Брентано та ін.). Спираючись на міфологічні ідеї Шеллінга і братів Шлегелів (Август Вільгельм Шлегель, Фрідріх Шлегель), гайдельберзькі романтики остаточно сформулювали принципи першого наукового напрямку в фольклористиці і літературознавстві — міфологічної школи.

## Представники
- Ахим фон Арнім
- Клеменс Брентано
- Йозеф фон Айхендорф
- Брати Грімм та ін.

## Виникнення та розвиток
Відразу після визволення від Наполеона почалася жорстока реакція, коли будь-які народні виступи пригнічувалися та будь-які ліберальні зміни зупинялися. Проблеми народу, його історії, співвідношення особи і суспільства все більш наполегливо давали про себе знати у творчості романтиків. Значна конкретність художнього мислення в порівнянні з творчістю романтиків 90-х років XVIII ст. характерна для Гофмана і Клейста, Арніма і Брентано і тісно пов'язана з постановкою в їх творчості нових проблем.
В основі другого періоду лежить діяльність Гайдельберзького гуртка (1805—1806 рр.). Він складає якісно новий етап розвитку німецького романтизму. Повертається щирий інтерес до народної творчості, тому провідною в цей період стає народно-фольклорна течія.
Якщо єнці орієнтувалися на загально-людські інтереси, то гайдельбержці — на суто німецькі. Учасники гуртка з величезною цікавістю збирають, вивчають та видають пам'ятки народного мистецтва — книжки, пісні, казки. Найбільш видатною збіркою стала збірка народних пісень «Чарівний ріг хлопця» (1805 р.), що була укладена та видана Ахімом фон Арнімом і Клеменсом Брентано. Саме вони разом з Йозефом Герресом та деякими іншими письменниками й сформували у 1806 році Гайдельберзький гурток.
Другий том «Чарівного рога хлопця» було видано в 1808 році. У ній пісні були надруковані не цілком відповідаючи оригінальним текстам, а проходили декілька редакцій від авторів збірки. Так чином Арнім і Брентано заміняли архаїзми та діалектизми, змінювали рими та розміри, скорочували та доповнювали. Це спричинило жорстоку критику зі сторони сучасників. Однак, відредаговані тексти мали великий вплив на багатьох поетів-романтиків, включаючи Генріха Гейне.
Романтики гайдельберзької школи вважали, що сучасне мистецтво, що постало перед лицем соціальних і ідеологічних колізій наполеонівської епохи, отримає нові плідні імпульси від старонімецького мистецтва середньовіччя. Саме у такому сенсі «народні книги», як і взагалі народна поезія, набували для них особливої естетичної цінності, ставали зразком і джерелом для нової естетичної культури. Висунення гайдельбержцями проблеми народності мистецтва навіть в її реакційному аспекті означало, що в естетиці пізнього романтизму здійснився різкий перехід від літературного космополітизму ранніх романтиків, від їх літературної універсальності, «всемірності» до національних літературних традицій. Цей перехід був тісно пов'язаний з істотними змінами в розумінні гайдельбержцями суті художньої творчості в порівнянні з ранньоромантичною поетичною концепцією.
У ранньому романтизмі поезія трактувалася як художня творчість, цілком залежна від особи (таланту, здібностей) окремого поета. Поетичний твір, з погляду ранніх романтиків, — плотський, наочний прояв суб'єктивного творчого духу художника. На противагу цьому для пізніх романтиків поезія була несвідомою творчістю безособового і надкласового «народного духу», якогось народного цілого, що ідеалізується. Всі поетичні твори — пісні про Нібелунгів, стародавня німецька міфологія, старі та сучасні народні пісні — розумілися як вираз «творчого народного духу». В естетиці раннього романтизму крайній суб'єктивізм поетичної творчості поєднувався з історичним для літератури космополітизмом. Ранні романтики мали справу з літературою всіх часів і народів. Вони прагнули розробити історію всесвітньої літератури як єдиного процесу культурного розвитку людства. І лише відносно цієї світової історії літератури була можлива, з їхньої точки зору, розробка окремої, національної історії. У протилежність цьому для гайдельберзьких романтиків історичний розвиток виражається перш за все в своєрідних літературних формах окремих народів. Національна літературна традиція представляє для гайдельбержців вищу цінність, ніж всесвітня історія. Вся їхня увага направлена на те, щоб розкрити національну своєрідність старонімецької літератури. Звідси виникають й різні оцінки літератури Середньовіччя. Ранні романтики (наприклад, Новаліс в романі «Генріх фон Офтердінген») бачили золоте століття поезії в космополітичному Середньовіччі; для гайдельбержців середні віки були хранителями національного літературного минулого. Арнім і Брентано вивчали пам'ятки середньовічної літератури перш за все як зразки історичного вияву німецького поетичного «народного духу». Тому «нова естетична культура», до створення якої прагнули гайдельбержці, не носила суб'єктивного і в той же час всесвітнього універсального характеру, а була «історично обґрунтованою, національною, загальнонародною».
Так істотно змінився естетичний ідеал гайдельберзьких романтиків в порівнянні з раннім романтизмом братів Шлегелів, Новаліса, Тіка. Ідеалу «прогресивної універсальної поезії», крайньому суб'єктивізму і універсалізму гайдельбержці протиставили ідеал загальнонародної, історичної і національної культури. З одного боку, вони пов'язували свій естетичний ідеал з певною, національно-історичною основою (поезією німецького Середньовіччя), а з іншої — істотно обмежували поетичний геній, «прив'язуючи» його до національного цілого.
Піднесення народної поезії, характерне для початку естетичної культури гайдельбержців, знайшло своє віддзеркалення в концепції «природної поезії», висунутої і розробленої братами Якобом (1785—1863) і Вільгельмом (1786—1859) Гріммами. Поняття «природної поезії» використовували в своїй естетиці як Гердер, так і Гете. Гердер розумів під «природною поезією» народну поезію — епос, оповіді, казки, народні пісні. Гете (у Страсбурзький період) висловив думку, що і твори сучасних поетів можуть бути названі «природними», а не тільки поетична творчість народу у далекому минулому. У зв'язку з цим Гердер переглянув свою точку зору і в творі «Про Осіана і пісні стародавніх народів» (1773 р.) висловив думку, що відмінність між природною (або народною) поезією, з одного боку, та штучною поезією — з іншою, може носити лише якісний характер, а не генетично-історичний. Це означає, що з його точки зору природну поезію складають не тільки ті оповіді та пісні, що дійшли до нас з глибини століть. І сучасна поезія, якщо вона відповідає певним вимогам, може бути названа природною.
Я. Грімм в творі «Думки про те, як оповіді відносяться до поезії і історії» розвиває протилежну естетичну концепцію. Для нього відмінність між природною і штучною поезією визначається не якістю, а походженням і часом створення. Народна, або природна, поезія є продуктом не індивідуальної, а «колективної» творчості. Вона виникає на тому ступені розвитку суспільства, коли окремий індивід ще не виділився з суспільного цілого, як і останнє — з природи.
Характерним є те, що гріммівська концепція природної поезії викликала заперечення ранніх романтиків (А. Шлегель), які в своїй поетиці підкреслювали саме суб'єктивну сторону будь-якої творчості, у тому числі і народної. Концепція природної і штучної поезії, висунута братами Грімм, містила в собі ще один аспект, в якому виявився як її реакційний смисл, так і її ідейна спорідненість з ранньоромантичною естетикою. У ній обґрунтовувалося несвідоме зародження поетичної творчості, яка сполучає ранній і пізній романтизм в єдине естетичне ціле. На противагу раціоналістичній естетиці освіти в романтичному розумінні поетичної творчості акцент робиться на несвідомій (підсвідомій), ірраціональній його стороні, що виявляється в неясних мріяннях, баченнях, смутних уявленнях, томлінні поета.
Характерне для ранньоромантичної естетики подвійне трактування проблеми відношення мистецтва і дійсності, тобто обґрунтування як відриву мистецтва від життя, так і сприйняття ним життєвої проблематики, — знайшла свій подальший розвиток і разом з тим певну модифікацію в пізньоромантичній естетиці. Саме романтичне неприйняття реальної дійсності багато в чому пояснює те особливе значення, яке ранні й пізні романтики давали музиці, виділяючи її зі всіх видів мистецтва. Вакенродер звеличив музику за її «темну і таємничу мову», за її здатність могутнім чином впливати на внутрішній, душевний стан людини і разом з тим передавати (утілювати в звуках) щонайменші відтінки цього стану, особливо «змішання радості й смутку, що часто зустрічається на життєвому шляху людини». Це відчуття не передається жодним з мистецтв настільки ж добре.
Ще один видатний представник другого періоду романтизму, драматург й новеліст, Генріх фон Клейст. Його творчість найбільш послідовно та повно передає дух романтизму. Це художник не просто трагічний. Він художник катастрофічний. Трагічний розкол між лицарськими ілюзіями хлопця з аристократичної родини і суворою правдою дійсності призвів до подвійного самогубства (Клейст спочатку вбив свою наречену, а потім вистрелив у себе). Невипадково Гете казав: «Що до мене, то письменник цей… викликає завжди жах».
Важко уявити собі більш протилежних художників, ніж Гете й Клейст. Якщо для Гете античність завжди була осередком Прекрасного, то Клейст у своїй драмі «Пентиселея» руйнує цей ідеал.
Проблема самотності людини, що так характерна вже для перших творів німецьких романтиків (наприклад, Тіка), знаходить чіткий вираз в творчості Клейста. Герой його драм та новел — самотня, замкнена в собі людина, штучно ізольована від суспільства. Тому внутрішній світ такої людини набуває перебільшено напруженого, ірраціонального, майже патологічного характеру. У центрі творів Клейста, як правило, виняткові події — щось дивне, незвичайне для автора є вираженням найбільш суттєвого в людях. І хоча фантастика не грає такої важливої роль в його творах, як наприклад в новелах та казках Гофмана і Тіка, події, які описує Клейст стоять на межі можливого та неможливого, вражають своєю неординарністю.
Вторгнення французького війська у Німеччину викликало шквал обурення в душі Клейста. Окрім публіцистичного «Катехізису німців», Клейст створює драму «Битва Германа», в якій оспівує велич середньовічних германців і виправдовує руйнування ними Риму. Французи сприймались тоді як нащадки давніх римлян, і тому драму сприймали як антифранцузьку. У ХХ ст. фашисти не оминуть увагою цей гранично націоналістичний твір Клейста і використають його на підтвердження власної ідеології.
Але не вся творчість Клейста була зосередженою на національній тематиці. В новелах «Землетрус у Чилі» (1807), «Міхаель Кольхаас» (1810) Клейст виходить на загальнолюдський рівень осмислення вічного конфлікту між людиною і несправедливою цивілізацією.
Також характерним є звернення до загадкових потаємних глибин людської душі, до світу її підсвідомого. В основі періоду лежить діяльність Гайдельберзького гуртка та творчість таких видатних письменників, як Генріх Клейст, Ахим фон Арнім і Клеменс Бертнано, брати Якоб і Вільгельм Грімм.